# Тематично-аперцептивен тест
Тематично-аперцептивният тест (ТАТ) е проективна техника, създадена от Кристияна Морган и Хенри Мъри (1935), състояща се в показването на серия неопределени образи с двойствено значение, на основата на които субектът трябва да съчини разказ. Основната хипотеза е, че идентифицирайки се с героя на разказа, субектът му атрибуира своите собствени мисли, чувства, влечения и проблеми. Интерпретацията на така получения материал, аналогичен на този от сънищата, е деликатна задача. Тя изисква солидни психоаналитични познания и трябва да бъде съпоставена с личното минало на субекта. Симондс изготвя версия на този тест, предназначена за юноши. Детският аперцептивен тест (Children Appercepion Test), за изследване на деца, в който действащи лица са животни, е изработен от Л. Бел и С. Бел.